# Pánico Remixes
Remixes es un álbum compilatorio de remixes del disco Rayo al ojo de la banda Franco-chilena Pánico, estos remixes fueron colaboraciones de varios artistas amigos de la banda. Lanzado el año 1998.

## Canciones
1. "Mambo shangai" (Mambotaxi) (7:27)
2. "Poltergeist en la disco mix" (Hermanos Brothers + Dj Squat) (4:09)
3. "Centro de la mente" (-g -) (7:58)
4. "Cosas alr eves" (Dj Roach) (6:48)
5. "Bate en la mano" (Shogun) (3:08)
6. "Las c sa s v n má l nto" (Doblesol) (8:33)
7. "Ojo al sol / Rayo al ojo" (Andres Bucci) (6:13)
8. "Transmission / space bossa" (Sokio) (4:04)
9. "Centro de la mente 2" (-g -) (3:51)
10. "Bate en la mano 2" (Guga) (4:04)
11. "Cosas al reves 2" (Gonzalo Córdoba) (5:36)
12. "Bate en la mano 3" (Shogun) (3:13)
13. "Jugando boggle con pánico" (Ramuntho Matta) (4:55)

- Datos: Q6093711